# Grand Ballet du Marquis de Cuevas
Das Grand Ballet du Marquis de Cuevas war 1943 bis 1962 eine große, international tourende Ballettkompanie mit Sitz in Monte Carlo und galt als Vertreterin des klassischen Balletts. Die Choreografien standen für traditionelle Formen im Ballett. 
Als ein Star galt George Zoritch. Andrée Marlière war 1959 Solistin. Tatiana Riabouchinska tanzte als Gastballerina. Marcia Haydée und Germinal Casado begannen in diesem Ensemble ihre Karrieren. Bronislawa Nijinska wurde 1945 Ballettmeisterin des Grand Ballet du Marquis de Cuevas.
Berühmte Choreografen waren beispielsweise George Balanchine, Marius Petipa, George Skibine und John Taras.
Höchst erfolg- und folgenreiche Gastspiele gab die Kompanie am 27. September 1954 im Rahmen der Berliner Festwochen und am 30. September 1954 in Paris.

## Chronologie der Bezeichnungen
- 1943–1947: Ballet International
- 1947–1947: Nouveau Ballet de Monte-Carlo
- 1947–1951: Grand Ballet de Monte-Carlo
- 1951–1958: Grand Ballet du Marquis de Cuevas
- 1958–1962: International Ballet of the Marquis de Cuevas